# Pennacook (konfederacija)
Pennacook (Merrimac), plemenski savez ili konfederacija Algonquianskih plemena u ranoj američkoh povijesti naseljenih u južnom i središnjem dijelu New Hampshirea, sjeveroistočnom Massachusettsu, južnom dijelu Maine i istočnom Vermontu. 

## Ime
Prema Gerardu (citira ga Hodge), ime Pennacook dolazi od Abenaki naziva  'penakuk' , ili   'penankuk' , "`at the bottom of the hill or highland,'" dok prema Specku znači "down hill." 
Ostali nazivi za Pennacooke su Merrimac, prema imenu istoimene rijeke; Nechegansett, je ime kojim ih naziva Gookin (1792); Owaragees, manje poznat naziv Iroquois) Indijanaca.

## Plemena
- Accominta, na ili blizu današnjeg Yorka, Maine.
- Agawam, današnji Ipswich, Massachusetts.
- Amoskeag, na Amoskeag Fallsu na rijeci Merrimack.
- Coosuc, duž rijeke Connecticut između Upper i Lower Ammonoosuc Rivera.
- Morattigan (Monchiggan), /prema Lee Sultzmanu/
- Nashua, gornji tok rijeke Nashua, imali su selo kod Leominstera, Massachusetts.
- Naumkeag, današnji Salem, Massachusetts. /prema Lee Sultzmanu, isto što i Amoskeag. Swanton i Hodge ih razlikuju od grupe poznate kao Amoskeag./
- Newichawanoc, gornji tok rijeke Piscataqua i Salmon Fallsu u Maine i New Hampshireu, glavno selo bilo im je kod Berwicka, Maine.
- Pennacook (pleme), na obje obale rijeke Merrimack River, okolica Concorda. Glavno selo bilo im je na mjestu današnjeg Concorda.
- Pentucket, današnji Haverhill, Massachusetts.
- Piscataqua, na rijeci Piscataqua kod Dovera.
- Souhegan, na istoimenoj rijeci, okrug Hillsborough, s istoimenim naseljem blizu Amhersta.
- Squamscot, na rijeci Exeter blizu Exetera, okrug Rockingham.
- Wachuset, na gornjem toku rijeke Nashua, Massachusetts, istoimeno naselje nalazilo se blizu Princetona.
- Wamesit, južna obala rijeke Merrimack kod ušća rijeke Concord u Massachusettsu, istoimeno naselje nalazilo im se kod Lowella.
- Weshacum, Weshacum Ponds, blizu Sterlinga, Massachusetts.
- Winnecowet, okrug Rockingham, New Hampshire.
- Winnipesaukee, oko istoimenog jezera u New Hampshireu.

## Povijest
Pennacooki su, kaže Sultzman, izvorno imali oko 12,000 duša u oko 30 sela, no ubrzo nakon pojave Engleza (1620) na području Massachusettsa, koji su sa sobom donesli boginje, broj im spao na 2,500. No epidemije se redaju i kasnije, pa 1631. kose stanovništvo u području rijeke Merrimack, da bi se od 1633. pa do 1635. proširile po Novoj Engleskoj. Do 1675., nakon još nekoliko epidemija boginja i difterije (ova se zbila 1659) broj im je spao na 1,200. Pennacooki ipak ostaju u dobrim odnosima s Englezima, a sve do 1665. dolazili su više puta u priliku da traže kod njih utočište pred napadima Mohawk-ratnika. Godina 1675 bit će prijelomna u njihovoj povijesti, od svih saveznih plemena Pennacooka tek su se dva (Nashua i Wachusett) priključila ratu Kralja Filipa, što je bio uzrok da je major Richard Waldon 1676 napao selo Nashua Indijanaca 200 ih je bilo pobijeno a ostali su odvedeni u ropstvo. tek nekoliko Nashua uspjelo se spasiti, pa pobjegoše u sela Pennacook Indijanaca da bi našli zaštitu pred Englezima. Ovo se valjda pročulo pa je kapetan Samuel Mosely organizirao drugu ekspediciju, da bi pohvatao izbjegle Nashue. prije nego što su Englezi stigli do sela Pennacooka ovi umakoše, pa se Mosely zadovolji paljenjem opustjelog sela. Nakon ovih događaja Pennacooki se povlače u Kanadu gdje će se priključiti Abenaki Indijancima 
Pennacooki ipak nisu nestali procjenama NAHDB-a 1900. ih je bilo oko 300, od čega po 50 u Massachusettsu i New Hampshireu i 200 u Quebecu. Sto godina kasnije 2000. ima ih oko 400 od čega 300 u Quebecu a ostali u SAD-u.

## Etnografija
U životnom stilu, kao i u jeziku, Pennacooki su veoma srodni Abenakima. Živjeli su od uzgoja kukuruza i graha, a tijekom zime muškarci su išli u lov na jelene, medvjede i losove. Plemena su bila organizirana po malenim raštrkanim skupinama sastavljenim od proširenih obitelji, a svaka skupina imala je svoje lovačko područje. Nastambe su im bile wigwami kupolastog oblika prekrivene korom a sela podizana uz obalu rijeke. U zimskom periodu, kada se išlo u lov, napuštali su ova naselja i odlazili u unutrašnjost gdje su podizali lovačke kampove nalik onima prerijskih Indijanaca.

## Vanjske poveznice
- Who were the Pennacook Indians?  Arhivirana inačica izvorne stranice od 30. lipnja 2007. (Wayback Machine)
- Pennacook History
- Pennacook Indian History